# Ивановка (Талицкий муниципальный округ)
Ивановка — деревня в Талицком городском округе Свердловской области. Входит в состав Пановского сельсовета.

## География
Деревня находится в юго-восточной части области, на расстоянии 27 километров к северо-западу от города Талица, на правом берегу реки Петушиха (левый приток реки Юрмыч).
Абсолютная высота — 102 метра над уровнем моря.

## Население
| 2002 | 2010 | 2021 |
| ---- | ---- | ---- |
| 26   | ↘12  | ↘8   |

Согласно результатам переписи 2002 года, в национальной структуре населения русские составляли 100 % из 26 чел.

## Улицы
Уличная сеть деревни состоит из одной улицы (ул. Ленина).